# Seasteading
 (janvier 2025).
Si vous disposez d'ouvrages ou d'articles de référence ou si vous connaissez des sites web de qualité traitant du thème abordé ici, merci de compléter l'article en donnant les références utiles à sa vérifiabilité et en les liant à la section « Notes et références ».

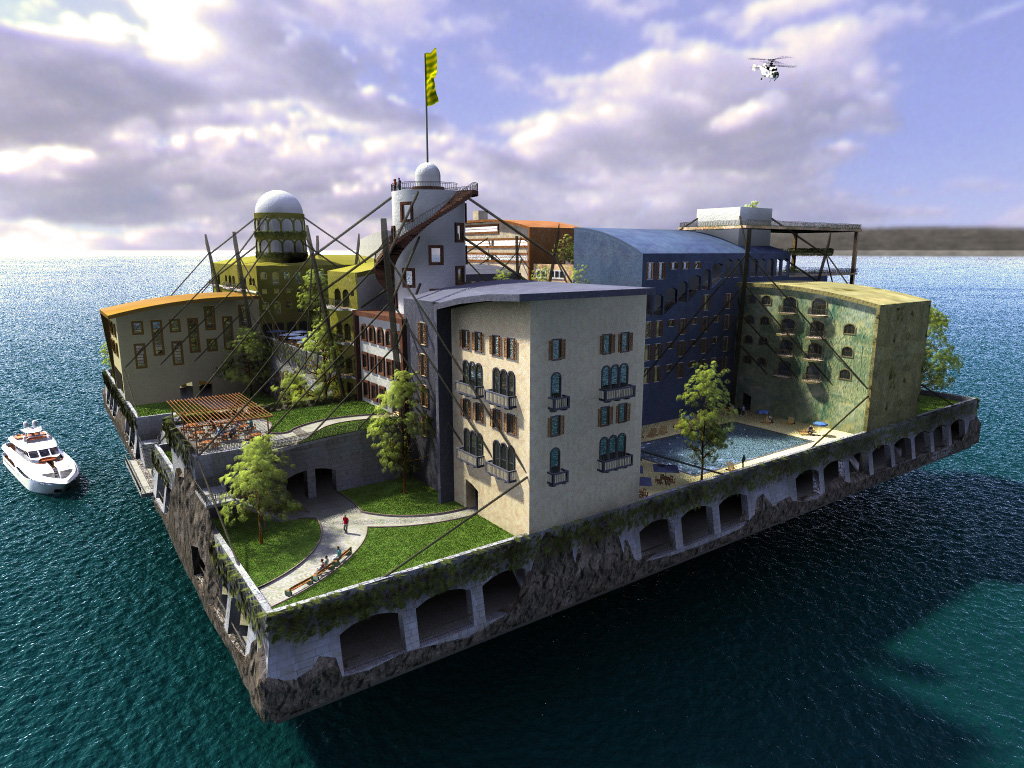
« La Ville nageante » par András Gyõrfi

Seasteading est un concept de création de bases permanentes d'habitation sur la mer, et en particulier sur les zones maritimes qui ne sont actuellement revendiquées par aucun gouvernement. C'est un mot-valise anglophone composé des mots sea (la mer) et homesteading (propriété, domanialité, appropriation), parfois traduit en français par « pied-à-mer » ou par « château de mer ».
Le concept recouvre à la fois des aspects techniques et politiques. Sa faisabilité est étudiée et défendue par un institut, l'Institut Seasteading, fondé en 2008.
Peter Thiel promeut ce concept dans le cadre libertarien en dehors des eaux territoriales donc hors de tout état de droit.

## Projets
Projets d'habitats flottants face à la montée des océans :
ils pourraient être une façon de remédier partiellement aux submersions des zones côtières habitées dues au réchauffement climatique (montée plus ou moins rapide des océans), en habitats flottants en atoll ou en zones océaniques calmes (pot au noir). 
De multiples ébauches de projets plus ou moins réalistes ou dispendieux sont en cours :
- dont celui annulaire de paquebots spéciaux liés entre eux de manière circulaire, pour créer des îles autonomes et autarciques apportant une prise de conscience d'adaptations nouvelles et d'évolutions calmes, à long terme, équilibrées thermiquement et responsables sur tous les plans écologiques, industriels et culturels, à ceux qui seraient conduits à y résider temporairement en cursus de formation (particulièrement les populations immigrées des zones arides des sous-continents trop secs à faire prendre conscience de l'importance de l'humidité arborée...) :